# CMB Monaco
Pour les articles homonymes, voir CMB.
CMB Monaco (précédemment Compagnie Monégasque de Banque) est une banque monégasque fondée en mai 1976 à l’initiative du Président de la Banca Commerciale Italiana.

## Historique
CMB Monaco, banque privée de la principauté de Monaco, est fondée en 1976 à l’initiative de la Banca Commerciale Italiana (Comit) et de partenaires internationaux. À partir de 1996 — à la suite également de l’intégration des filiales monégasques de Comit — la CMB a progressivement privilégié les activités de private banking et de gestion de patrimoine tout en continuant ses activités de banque commerciale.
Entrée comme actionnaire de la CMB en 1989, Mediobanca contrôle 99,9 % du capital depuis 2004.

## Activité
L’offre de CMB Monaco s’articule autour de trois axes stratégiques - banque privée, gestion d’investissements et solutions de financement - et met à la disposition de ses clients un large éventail de produits d’investissement et de services sur mesure.
À l’origine, CMB Monaco est un établissement bancaire monégasque créé par plusieurs grandes banques internationales, conjointement avec des investisseurs locaux.
Elle est aujourd’hui détenue à 100 % par Mediobanca SpA, groupe financier spécialisé coté à la Bourse de Milan (figurant dans l’indice de référence FTSE MIB), qui a acquis une participation initiale de 34 % en 2002 et en a pris le contrôle total deux ans plus tard.
CMB Monaco fait désormais partie intégrante de la division Wealth Management du groupe Mediobanca. Au cours des dernières années, la division WM (Gestion de Patrimoine) qui a changé l’identité et le profil du groupe, est devenue un contributeur majeur, générant près de 50 % des commissions totales du groupe.

## Chiffres clés
Au 31 décembre 2021:
- Fonds propres consolidés: 1.009.552 k€
- Volume des crédits clients: 2.337.027 k€
- Produit net bancaire: 115.855 k€
- Résultat net consolidé: 16.312 k€
- Effectifs: 246